# Nesnen Ndemen
Nesnen Feuleu Ndemen (* 18. březen 1990, Kamerun) je kamerunský fotbalový záložník.

## Klubová kariéra
Ndemen působil 5 let v Kamerunu, než na začátku roku 2012 přišel na hostování s opcí z kamerunského klubu Les Astres FC z města Douala do Liberce.

### FC Slovan Liberec
V české nejvyšší ligové soutěži odehrál pouze 4 zápasy, vždy střídal spoluhráče ke konci zápasu, gól nevstřelil. FC Slovan Liberec po sezóně 2011/12 opci neuplatnil.
V Gambrinus lize debutoval 24. března 2012 v domácím utkání proti Bohemians 1905, v 74. minutě střídal na hřišti Emila Rilkeho, zápas skončil vítězstvím domácích 3:0. Poté nastoupil i v následujícím kole 1. dubna proti domácí Dukle Praha, šel na hřiště v 89. minutě (Liberec vyhrál 2:1). Objevil se ještě ve 2 zápasech – 20. dubna doma proti Žižkovu (výhra 4:0) a 28. dubna venku proti Českým Budějovicím (opět výhra 4:0). Liberec na konci sezony slavil titul.